# Dinastía Zhou Occidental
Dinastía Zhou Occidental (chino: 西周; c.1046-771 aC) es como se le conoce a la primera mitad de la dinastía Zhou de la antigua China. Comenzó cuando el Rey Wu de Zhou derrocó a la dinastía Shang en la batalla de Muye y terminó cuando los nómadas quanrong saquearon su capital, Haojing, y mataron al rey You de Zhou en 771 a. C.
La dinastía tuvo éxito durante unos setenta y cinco años y luego perdió el poder lentamente. Las antiguas tierras Shang se dividieron en feudos hereditarios que se hicieron cada vez más independientes del rey. En 771, los Zhou fueron expulsados del valle del río Wei; después, el poder real estaba en manos de los vasallos nominales del rey.

## Guerra civil
Pocos registros sobreviven de este período y con lo que se cuenta del período Zhou occidental cubre poco más que una lista de reyes con fechas inciertas. El período Zhou Occidental inicia poco después de la muerte del rey Wu. Debido a que su hijo, el rey Cheng de Zhou era aún muy joven, su hermano, el duque de Zhou, ayudó al joven e inexperto rey como regente. Los otros hermanos de Wu (Shu Du de Cai, Guan Shu y Huo Shu), preocupados por el creciente poder del duque de Zhou, formaron una alianza con otros gobernantes regionales y restos de los Shang para iniciar una rebelión. El duque aplastó esta rebelión y conquistó más territorio para la dinastía.
El duque formuló la doctrina del Mandato del Cielo para contrarrestar las afirmaciones de los Shang sobre un derecho divino del gobierno y fundó Luoyang como capital oriental. Con un sistema feudal fengjian, los familiares reales y generales recibieron feudos en el este, incluyendo a Luoyang, Jin, Ying, Lu, Qi y 0-8047-0958-0. Si bien esto fue diseñado para mantener la autoridad Zhou cuando expandió su dominio sobre una mayor cantidad de territorios, muchos de estos se convirtieron en estados importantes cuando la dinastía se debilitó. Cuando el duque de Zhou renunció como regente, el resto del reinado de Cheng (1042-1021 aC) y el de su hijo, el rey Kang de Zhou (1021-996 aC) parecen haber sido pacíficos y prósperos.

## Otros reyes

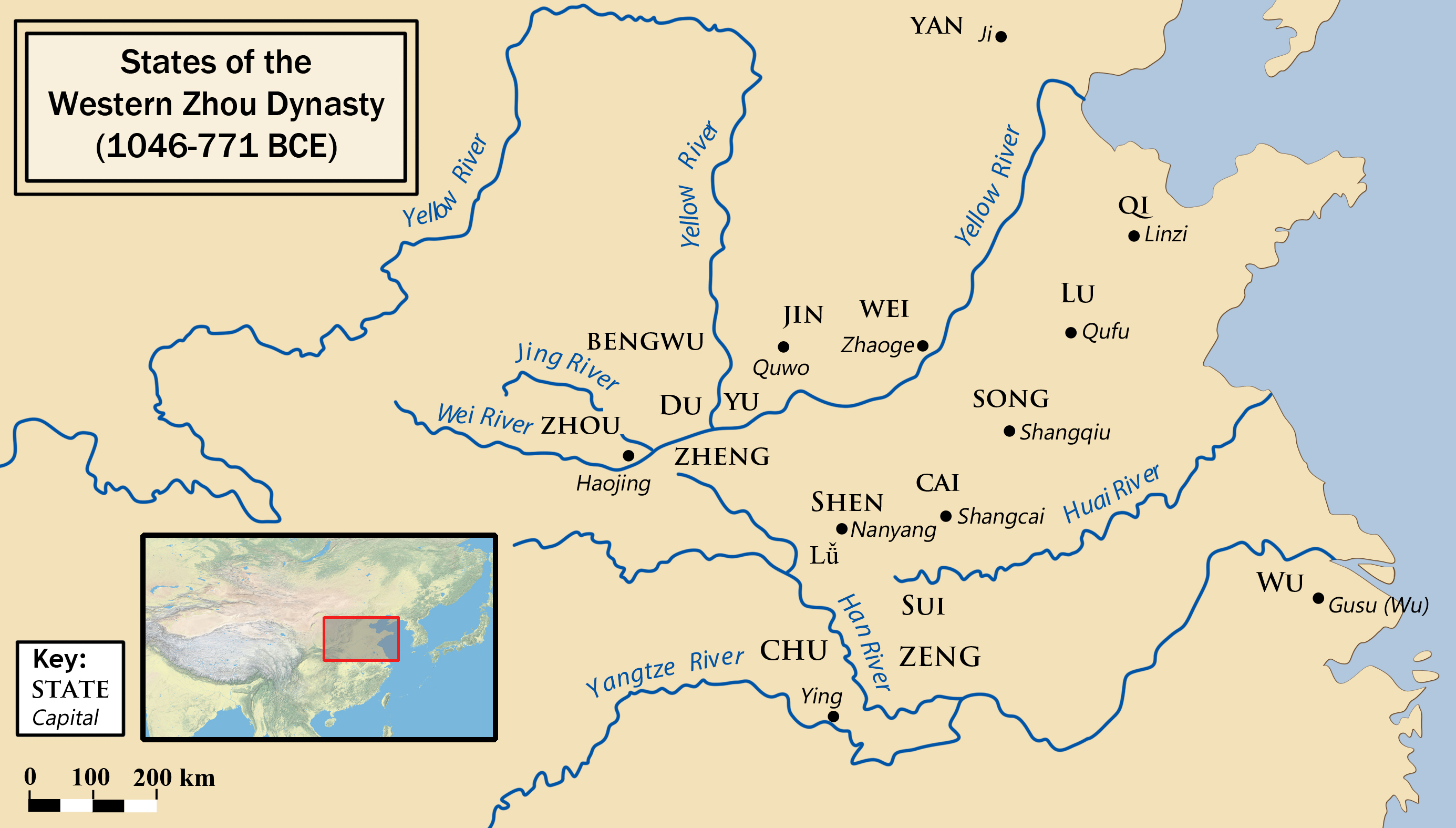
Estados de la dinastía Zhou occidental

El cuarto rey, el rey Zhao de Zhou (996-977 aC) dirigió un ejército al sur contra el Estado Chu y fue asesinado junto con una gran parte del ejército de Zhou. El quinto rey, el rey Mu de Zhou (977-922 aC) es recordado por su legendaria visita a la Reina Madre del Oeste. Él perdió territorios en el sureste frente a Xu Rong. El reino parece haberse debilitado durante el largo reinado de Mu, posiblemente debido a que la relación familiar entre los reyes Zhou y los gobernantes regionales se distanció a lo largo de las generaciones, de modo que los primos y cuartos primos ahora tenían los feudos que originalmente tenían los hermanos reales; los territorios periféricos también desarrollaron el poder y el prestigio a la par con los de la familia real Zhou.
Los reinados de los siguientes cuatro reyes (el rey Gong de Zhou, el rey Yi de Zhou (Ji Jian), el rey Xiao de Zhou y el rey Yi de Zhou (Ji Xie)) (922-878 aC) están mal documentados. Se dice que el noveno rey hirvió al duque de Qi en un caldero, lo que implica que los vasallos ya no eran obedientes. El décimo rey, el rey Li de Zhou (877-841 aC) se vio obligado a exiliarse y el poder se mantuvo durante catorce años en la regencia de Gonghe. El derrocamiento de Li pudo haber estado acompañado por la primera rebelión campesina registrada en China. Cuando Li murió en el exilio, la regencia se retiró y el poder pasó al hijo de Li, el rey Xuan de Zhou (827-782 a. C.). El rey Xuan trabajó para restaurar la autoridad real, aunque los señores regionales se hicieron menos obedientes en su reinado. El duodécimo y último rey del período occidental de Zhou fue el Rey You de Zhou (781-771 aC). Cuando reemplazó a su esposa con una concubina, el poderoso padre de la reina, el marqués de Shen, unió fuerzas con los bárbaros de Quanrong para saquear la capital occidental de Haojing y matar al Rey You en el 771 a. C. Algunos eruditos han supuesto que el saqueo de Haojing podría haber estado conectado a una incursión de los escitas del Altái antes de su expansión hacia el oeste. La mayoría de los nobles zhou se retiraron del valle del río Wei y la capital se restableció río abajo en la antigua capital oriental de Chengzhou, cerca del actual Luoyang. Este fue el comienzo del período Zhou del Este, que normalmente se divide en el período de Primaveras y Otoños y el período de los Reinos combatientes.
Es posible que los reyes Zhou obtuvieran la mayor parte de sus ingresos de las tierras reales en el valle de Wei. Esto explicaría la pérdida repentina del poder real cuando los Zhou fueron conducidos hacia el este, pero el asunto es difícil de probar. En las últimas décadas, los arqueólogos han encontrado un número significativo de tesoros que fueron enterrados en el valle de Wei aproximadamente cuando los Zhou fueron expulsados. Esto implica que los nobles Zhou fueron expulsados repentinamente de sus hogares y esperaban regresar, pero nunca lo hicieron.

## Reyes
| Nombre Póstumo       | Nombre personal  | Tiempo en el trono (BC) |
| -------------------- | ---------------- | ----------------------- |
| Rey Wen de Zhou      | Chang (昌)       |                         |
| Rey Wu de Zhou       | Fa (發)          | c. 1046-1043            |
| Rey Cheng de Zhou    | Song (誦)        | 1055-1021               |
| Rey Kang de Zhou     | Zhao (釗)        | 1020-996                |
| Rey Zhao de Zhou     | Xia (瑕)         | 995-977                 |
| Rey Mu de Zhou       | Man (滿)         | 976-922                 |
| Rey Gong de Zhou     | Yihu (繄扈)      | 922-900                 |
| Rey Yi de Zhou       | Jian (囏)        | 899-892                 |
| Rey Xiao de Zhou     | Pifang (辟方)    | 892-886                 |
| Rey Yi (Xie) de Zhou | Xie (燮)         | 885-878                 |
| Rey Li de Zhou       | Hu (胡)          | 877-841                 |
| Regencia Gonghe      |                  | 841-828                 |
| Rey Xuan de Zhou     | Jing (靜)        | 828-782                 |
| Rey You de Zhou      | Gongsheng (宮涅) | 782-771                 |